# Metaperiaptodes granulatus
Metaperiaptodes granulatus là một loài bọ cánh cứng trong họ Cerambycidae.